# 황치훈
황치훈(1971년 7월 23일 ~ 2017년 10월 16일)은 대한민국의 가수이자 배우이다.

## 생애
1974년 4세 때 아역 배우로 데뷔하여 200여 편 이상의 드라마에 주연급으로 활동한 1980년대의 하이틴 스타였다. 1988년에는 가수로 데뷔하였다.
2005년부터 외제 자동차 판매 사원으로 근무하던 중 2007년 6월 1일 갑작스럽게 뇌출혈로 쓰러져 이대목동병원 중환자실로 옮겨져 치료를 받았으나, 식물인간이 되었고 의식을 되찾지 못했다.

## 사망
10년이 넘는 투병 끝에 2017년 10월 16일에 향년 47세를 일기로 타계했다.

## 연기 활동
- 1974년 KBS 《황희정승》
- 1977년 KBS 《꽃바람 하늬바람》
- 1978년 MBC 《X 수색대》
- 1978년 MBC 《우주탐험대》
- 1979년 MBC 《산이 되고 강이 되고》
- 1979년 MBC 《오똑이분대》
- 1981년 MBC 《호랑이선생님》
- 1985년 KBS 《고교생 일기》
- 1985년 MBC 《조선왕조 오백년 5화 임진왜란》 - 광해군 역
- 1987년 MBC 《푸른교실》
- 1987년 MBC 《금요극장 '특대생'》
- 1987년~1988년 MBC 《전원일기》

## 음악 활동

### 앨범
- 1988년 1집 《추억속의 그대》
- 1992년 2집 《나는 너》
- 1998년 3집 《Yellow》

### 대표곡
- 나는 너를
- 혼자남는 법
- 추억속의 그대
- 사랑이야
- 그것이 사랑이었네
- 내가 너만을
- 새로운 사랑을 느낄때
- 너의 미소속에 모든것 빛으로 변해
- 안녕
- 가을이 지나는 길목에서
- 우울한 잿빛 하늘

## 수상 경력
- 1981년 MBC 연기대상 특별상
- 1989년 KBS 올해의 가수 신인상